# Girl Fight (película)
Girl Fight es una película estadounidense de suspense lanzada por Lifetime el 3 de octubre de 2011, basada en hechos reales de la joven Victoria Lindsay. La película es protagonizada por Jodelle Ferland, Anne Heche y James Tupper.

## Sinopsis
La película gira en torno a Haley Macklin (Jodelle Ferland) que es una joven de 16 años muy avanzada en los estudios y conoce a las chicas populares. Haley se burla de ellas en el muro de su amiga, Dina.
Luego ella se hace amiga de Alexa, que es parte del grupo, y rápidamente se hacen muy amigas, pero a las otras chicas del grupo se enteran de lo que Haley publicó y deciden "darle una lección" y le dan una paliza brutal dejando a la joven con graves heridas. Su madre Melissa (Anne Heche) y su padre (James Tupper) buscarán justicia con el tribunal.

## Reparto
- Jodelle Ferland como Haley Macklin
- Anne Heche como Melissa Macklin, madre de Haley y esposa de Ray
- James Tupper como Ray Macklin, padre de Haley y esposo de Melissa.

- Datos: Q3221622